# Il prezzo del discepolato
Il prezzo del discepolato, conosciuto anche come prendere la propria croce, è un insegnamento di Gesù riportato dai vangeli sinottici.

## Racconto evangelico
Nel Vangelo secondo Matteo, l’insegnamento è pronunciato nell’ambito del discorso sulla missione. Gesù dice che chi ama i propri familiari più di lui non è degno di lui e chi vuole seguirlo deve prendere la propria croce. Conclude affermando che "chi avrà perduto la sua vita per causa mia, la troverà".
Il Vangelo secondo Marco omette il riferimento all’amore per i familiari e specifica che prima di prendere la propria croce e seguire Gesù bisogna rinunciare a se stessi. Ribadisce anche che "chi vorrà salvare la sua vita, la perderà; ma chi perderà la sua vita per amor mio e del vangelo, la salverà".
Anche il vangelo secondo Luca non fa riferimento all’amore per i familiari e invita a rinunciare a se stessi e prendere la propria croce se si vuole seguire Gesù. Afferma successivamente che "chi vorrà salvare la sua vita, la perderà; ma chi perderà la sua vita per causa mia, la salverà".

## Significato
Gesù non intende svalutare l’amore per i familiari, ma vuole sottolineare che l’amore per Dio è prioritario, perché solo lui è l’assoluto. L’invito a portare la propria croce non indica qualcosa di tragico. Non dobbiamo portare la croce di Gesù ma la nostra, costituita dalle difficoltà della nostra vita e dai nostri limiti personali; per fare ciò dobbiamo prima prendere le distanze cattiveria che è in noi, a cui dobbiamo rinunciare. Se teniamo alla nostra vita materiale falliremo, perché la perderemo comunque; ma se la viviamo come un dono per gli altri, in comunione con Dio, le daremo un significato e guadagneremo la vita eterna.